# Kosvinski Kamen
Le Kosvinski Kamen, ou mont Kosvinski ou Rostesnoï Kamen (russe : Косвинский камень, Косьвинский камень, Ростесной  камень), est une montagne dans de l'Oural septentrional, dans l'oblast de Sverdlovsk, en Russie,.
Son sommet est dépourvu de végétation avec une surface rocheuse inégale et de petits lacs alimentés par la fonte des neiges. La rivière Kosva s'écoule sur un flanc de la montagne, d'où son nom.
La Grande Encyclopédie soviétique décrit le mont Kosvinski comme un « massif montagneux » d’une altitude de 1 519 m et d'une circonférence d'environ 40 kilomètres. Son sol est constitué de pyroxénites et de dunites du Paléozoïque inférieur et moyen. Les pentes sont couvertes de conifères et de bouleaux jusqu’à 900 à 1 000 m, avec une toundra alpine au-dessus.

## Installation militaire
Selon un article paru en 1997 dans le Washington Times, un rapport de la CIA indiquait qu'il y avait des travaux de construction pour un « poste de commandement stratégique de survie nucléaire au mont Kosvinski ». Le gouvernement russe a par la suite déclaré que le bunker avait été achevé en tant qu'installation du système de continuité du gouvernement en 1996. Il a été conçu pour résister aux armes pénétrantes et remplit un rôle similaire à celui du complexe américain de Cheyenne Mountain,. L’échéance de la date d’achèvement de Kosvinski est considérée comme une réponse à l’intérêt des États-Unis pour une nouvelle arme anti-bunker nucléaire, et de la déclaration du déploiement du B61Mod 11 en 1997 : Kosvinski est protégé par environ 300 mètres de granite.